# Tshota Mutombo
Tshota Mutombo – kongijski piłkarz grający na pozycji obrońcy. Rozegrał 2 mecze w reprezentacji Zairu.

## Kariera reprezentacyjna
W reprezentacji Zairu Mutombo zadebiutował 16 marca 1988 w Casablance w zremisowanym 1:1 grupowym meczu Pucharu Narodów Afryki 1988 z Wybrzeżem Kości Słoniowej. Na tym samym turnieju zagrał w spotkaniu z Algierią (0:1). Mecze w Pucharze Narodów Afryki były jego jedynymi rozegranymi w kadrze narodowej.